# АЕС Кумхо
Атомна електростанція Кумхо (кор. 금호원자력발전소, Kŭmho wŏndžarjŏk paldzŏnso) — недобудована атомна електростанція в Північній Кореї. Вона розташована у провінції Південний Хамгьон, в районі Кумхо за 30 кілометрів на північ від міста Сінпхо. Проект був скасований у 2006 році. Два блоки станції виробляли б загальну валову потужність 2084 МВт.

## Історія та технічна інформація

### Початки
Атомну електростанцію в Північній Кореї на цьому місці було заплановано ще в 1985 році. Того року Радянський Союз оголосив про будівництво в Північній Кореї АЕС загальною потужністю 1760 МВт. Вона мала складатися з чотирьох ВВЕР-440/318, кожен із повною потужністю приблизно 440 МВт. Ідентичний проект, як атомна електростанція Юрагуа на Кубі. Пізніше проект був переоцінений на ВВЕР-640.
26 грудня 1985 року генеральний секретар Трудової партії Кореї підписав відповідну угоду. У цьому договорі також зазначено, що Північна Корея повинна буде приєднатися до Договору про нерозповсюдження ядерної зброї. Крім того, мало бути прийняте рішення про розширення економічної співпраці з Радянським Союзом. Підготовчі роботи на АЕС почалися ще в 1990 році. Метою було повністю побудувати АЕС протягом двох років. Однак під тиском МАГАТЕ та через економічні проблеми Радянського Союзу електростанцію скасували.

### Атомна електростанція з Південної Кореї
У жовтні 1994 року Північна Корея підписала договір про припинення ядерної програми. Натомість з Південної Кореї надійшла пропозиція побудувати атомну електростанцію з двома легководними реакторами.
9 березня 1995 року Японія, Південна Корея та Сполучені Штати заснували Організацію розвитку енергетики Корейського півострова (скорочено KEDO) у рамках проекту легководного реактора. KEDO мала залучити відповідні кошти та комплектуючі для АЕС.
Нова Зеландія, Австралія та Канада приєдналися до KEDO у 1995 році. Індонезія, Чилі та Аргентина приєдналися до KEDO у 1996 році та Європейський Союз та Польща у 1997 році. У середині 2000-х років почалися перші роботи та будівництво інфраструктури, необхідної для обох реакторів. Це включає, серед іншого, будівництво доріг, квартир, офісів, ресторанів, закладів відпочинку та медичного обслуговування для сусіднього міста Кумхо. Крім того, почалося видалення близько 400 000 м3 гірської породи та сміття з гір, де мали будувати два легководні реактори. Кам'яний матеріал використали для будівництва спеціального порту для атомної електростанції.
Будівництво першого реактора офіційно розпочалося 3 серпня 2002 року. Другий реактор залишався на стадії планування до подальшого повідомлення. У листопаді 2002 року з'явилися повідомлення про те, що Північна Корея незаконно збагачує уран. У результаті KEDO вирішила припинити поставку важкої нафти, заплановану на грудень, як було передбачено контрактом. У тому ж році з країни були вислані всі інспектори МАГАТЕ з ядерної установки в Йонбені. 10 січня 2003 року Північна Корея вийшла з договору та відновила роботу об'єкта в Йонбені, який був закритий згідно з підписаним раніше договором.
Щодо питання АЕС, то було висунуто декілька ініціатив щодо вирішення конфлікту мирним шляхом. Серед іншого, це сталося під час тристоронніх переговорів зі Сполученими Штатами та Китаєм, а потім знову під час шестисторонніх переговорів, до яких також увійшли Японія, Росія та Південна Корея. Протягом 2003 року максимально чітко витримувалися темпи будівництва, неодноразово перевірявся ступінь загрози проекту поточними подіями. Проте будівництво тривало. Пізніше під тиском МАГАТЕ будівництво першого блоку реактора було зупинено 12 грудня 2003 року терміном на один рік.
З цього моменту наміром було провести консультації щодо того, як продовжувати реалізацію проекту в рамках цього заморожування будівництва. Припинення будівництва потребувало збереження будівельного майданчика, який потребував регулярного догляду. Обидві сторони залишилися зацікавлені в проекті, але Північна Корея не створила для нього необхідних умов. Тому 24 листопада 2004 року було вирішено призупинити будівництво ще на рік. У листопаді 2005 року точилися дискусії щодо скасування проекту. Але будівництво знову призупинили ще на рік. 8 січня 2006 року KEDO видалила всіх працівників з майданчика. 31 травня 2006 року KEDO оголосила, що будівництво буде скасовано. Причиною було те, що Північна Корея більше не виконуватиме контракт, укладений з KEDO.
Найбільший інвестор проекту вартістю $4,6 млрд, Південна Корея, втратив $931 млн. З 2005 року Північна Корея споживає близько 2000 МВт з південнокорейської електромережі, рівно стільки, скільки повинна була виробляти атомна електростанція Кумхо. Вже виготовлені компоненти атомної електростанції, включаючи парогенератори та корпуси реакторів, які працюють під тиском, були продані та використані для південнокорейських АЕС.

### Оновлення планів
У результаті послаблення відносин з Південною Кореєю в 2018 році, окрім відмови від військової програми, Північна Корея хоче перевірити, чи можна відновити будівництво двох блоків і які ресурси будуть потрібні. Проте технологічно обидва блоки мають бути перетворені на легководний реактор Північної Кореї, який має базуватися на реакторі Центру ядерних досліджень у Ньонбйоні.

### Технічні деталі
Обидва реакторні блоки мали бути водо-водяними реакторами OPR-1000 південнокорейського виробництва. Виробництво мало бути 1042 МВт брутто і 1040 МВт нетто. Станція мала стати першою комерційною атомною електростанцією Північної Кореї.

## Інформація про реактори
| Реактор | Тип реактора | Продуктивність | Продуктивність | Початок будівництва                   | Підключення до мережі                 | Введення в експлуатацію               | Закриття |
| Реактор | Тип реактора | Нетто          | Брутто         | Початок будівництва                   | Підключення до мережі                 | Введення в експлуатацію               | Закриття |
| ------- | ------------ | -------------- | -------------- | ------------------------------------- | ------------------------------------- | ------------------------------------- | -------- |
| Кумхо-1 | OPR-1000     | 1040 МВт       | 1042 МВт       | 3. 8. 2002                            | Будівництво скасовано 12.12.2003      | Будівництво скасовано 12.12.2003      |          |
| Кумхо-2 | OPR-1000     | 1040 МВт       | 1042 МВт       | План будівництва скасовано 12.12.2003 | План будівництва скасовано 12.12.2003 | План будівництва скасовано 12.12.2003 |          |